# Заречная (Батецкий район)
Заречная — деревня в Батецком районе Новгородской области России. Входит в состав Передольского сельского поселения.

## История
В 1963 г. Указом Президиума ВС РСФСР деревня Княжья Гора переименована в Заречная.

## Население
| 1862 | 2010 |
| ---- | ---- |
| 120  | ↘5   |